# Керк (Марказі)
Керк (перс. كرك) — село в Ірані, у дегестані Кара-Кагріз, у бахші Кара-Кагріз, шагрестані Шазанд остану Марказі. За даними перепису 2006 року, його населення становило 620 осіб, що проживали у складі 163 сімей.

## Клімат
Середня річна температура становить 10,86 °C, середня максимальна – 29,48 °C, а середня мінімальна – -10,60 °C. Середня річна кількість опадів – 257 мм.
| Клімат поселення                              | Клімат поселення | Клімат поселення | Клімат поселення | Клімат поселення | Клімат поселення | Клімат поселення | Клімат поселення | Клімат поселення | Клімат поселення | Клімат поселення | Клімат поселення | Клімат поселення | Клімат поселення |
| Показник                                      | Січ.             | Лют.             | Бер.             | Квіт.            | Трав.            | Черв.            | Лип.             | Серп.            | Вер.             | Жовт.            | Лист.            | Груд.            |                  |
| Середній максимум, °C                         | 5,44             | 7,10             | 11,06            | 17,55            | 22,90            | 27,98            | 29,48            | 29,23            | 24,57            | 18,46            | 11,76            | 6,40             |                  |
| Середня температура, °C                       | −2,59            | −0,94            | 3,05             | 9,52             | 14,86            | 19,95            | 23,90            | 23,64            | 18,97            | 12,88            | 6,17             | 0,82             |                  |
| Середній мінімум, °C                          | −10,6            | −8,97            | −4,98            | 1,51             | 6,85             | 11,94            | 18,31            | 18,04            | 13,40            | 7,30             | 0,58             | −4,76            |                  |
| Норма опадів, мм                              | 39               | 38               | 47               | 33               | 26               | 4                | 1                | 1                | 0                | 8                | 24               | 36               |                  |
| Середньомісячна швидкість вітру, м/с          | 1.34             | 2.22             | 2.63             | 2.80             | 2.50             | 2.32             | 2.26             | 2.14             | 2.13             | 2.07             | 1.90             | 1.33             |                  |
| Середньомісячна сонячна радіація, кДж/м²·день | 9529             | 12673            | 15322            | 18555            | 22510            | 26973            | 25895            | 24302            | 21454            | 15948            | 11251            | 9234             |                  |
| --------------------------------------------- | ---------------- | ---------------- | ---------------- | ---------------- | ---------------- | ---------------- | ---------------- | ---------------- | ---------------- | ---------------- | ---------------- | ---------------- | ---------------- |
| Джерело:                                      |                  |                  |                  |                  |                  |                  |                  |                  |                  |                  |                  |                  |                  |